# ستوك-أون-ترينت الوسطى (دائرة انتخابية في المملكة المتحدة)
ستوك-أون-ترينت الوسطى (بالإنجليزية: Stoke-on-Trent Central)‏ هي إحدى الدوائر الانتخابية في المملكة المتحدة الممثلة في مجلس العموم في برلمان المملكة المتحدة.
عضو البرلمان الذي يمثلها حالياً هو :Mark Fisher (Lab).